# Provinz Awa (Tokushima)

Provinz Awa (heute: Präfektur Tokushima)

Awa (jap. 阿波国, Awa no kuni) oder Ashū (阿州) war eine der vier historischen Provinzen Japans auf der Insel Shikoku. Sie war in der Edo-Zeit praktisch vollständig Teil des Fürstentums Tokushima, aus dem in der Meiji-Restoration, als die Fürstentümer durch Präfekturen ersetzt wurden, die Präfektur Tokushima (zeitweise Myōdō) entstand. Awa grenzte an die Provinzen Tosa, Sanuki und Iyo.

## Geschichte
In der Edo-Zeit wurde das Fürstentum Tokushima und damit die Provinzen Awa und Awaji von den Hachisuka regiert, die sich von den Seiwa Genji ableiten. Als erster ließ sich 1585 in der Hauptstadt Tokushima Daimyō Hachisuka Iemasa (1558–1638) nieder; er war Christ und Oberhaupt des Hachiskuka-Klans. Sein Sohn Yoshishige (1581–1615) kämpfte auf der Seite Tokugawa Ieyasus in der Schlacht von Sekigahara, half bei der Belagerung von Osaka 1615 und kam so zu einem stattlichen Einkommen von 258.000 Koku. Nach der Einführung der Adelsprädikate nach europäischem Vorbild (kazoku) war der Chef des Hauses Markgraf.
Es gab noch eine gleichnamige Provinz Awa in der heutigen Präfektur Chiba, die jedoch im Japanischen unterschiedlich geschrieben wird (安房国 statt 阿波国).

## Umfang
Die Provinz Awa umfasste in folgende spätere Landkreise (gun):
- Awa (阿波郡)
- Itano (板野郡)
- Kaifu (海部郡)
- Katsuura (勝浦郡)
- Mima (美馬郡)
- Miyoshi (三好郡)
- Myōdō (名東郡)
- Myōzai (名西郡)
- Naka (那賀郡)
- Ōe (麻植郡)